# Danh sách cầu thủ nước ngoài tại Giải Quốc gia Hàn Quốc
Đây là danh sách cầu thủ nước ngoài thi đấu tại Giải Quốc gia Hàn Quốc.
- Cầu thủ in đậm hiện đang thi đấu tại Giải Quốc gia Hàn Quốc.
- Công dân của hai nước, quốc tịch được liệt kê theo đăng ký chính thức tại Giải Quốc gia.
- Cầu thủ nước ngoài bắt đầu được thi đấu từ mùa giải 2010.[1]

## Châu Á–AFC

### Trung Quốc
- Bai Zijian (2012 Goyang Kookmin Bank)

## Châu Âu–UEFA

### Pháp
- Ugo Gostisbehere (2014-nay Gimhae FC)

### Serbia
- Ivan Marković (2013 Gimhae FC)

## Nam Mỹ–CONMEBOL

### Argentina
- Emmanuel Frances (2011 Ansan Hallelujah)

### Brazil
- Naldinho (2010 Suwon City FC)
- Vinicius (2010 Ulsan Hyundai Mipo Dolphin)
- Alex (2010–2011 Ulsan Hyundai Mipo Dolphin)
- Danilo (2011 Ulsan Hyundai Mipo Dolphin)
- Roni (2011–2012 Ulsan Hyundai Mipo Dolphin)
- Thiago Santos (2012 Ulsan Hyundai Mipo Dolphin)
- Alex Rafael (2014–nay Ulsan Hyundai Mipo Dolphin)
- Ricardo Augusto (2014 Ulsan Hyundai Mipo Dolphin)
- Allisson Ricardo (2014–nay Ulsan Hyundai Mipo Dolphin)